# Abella

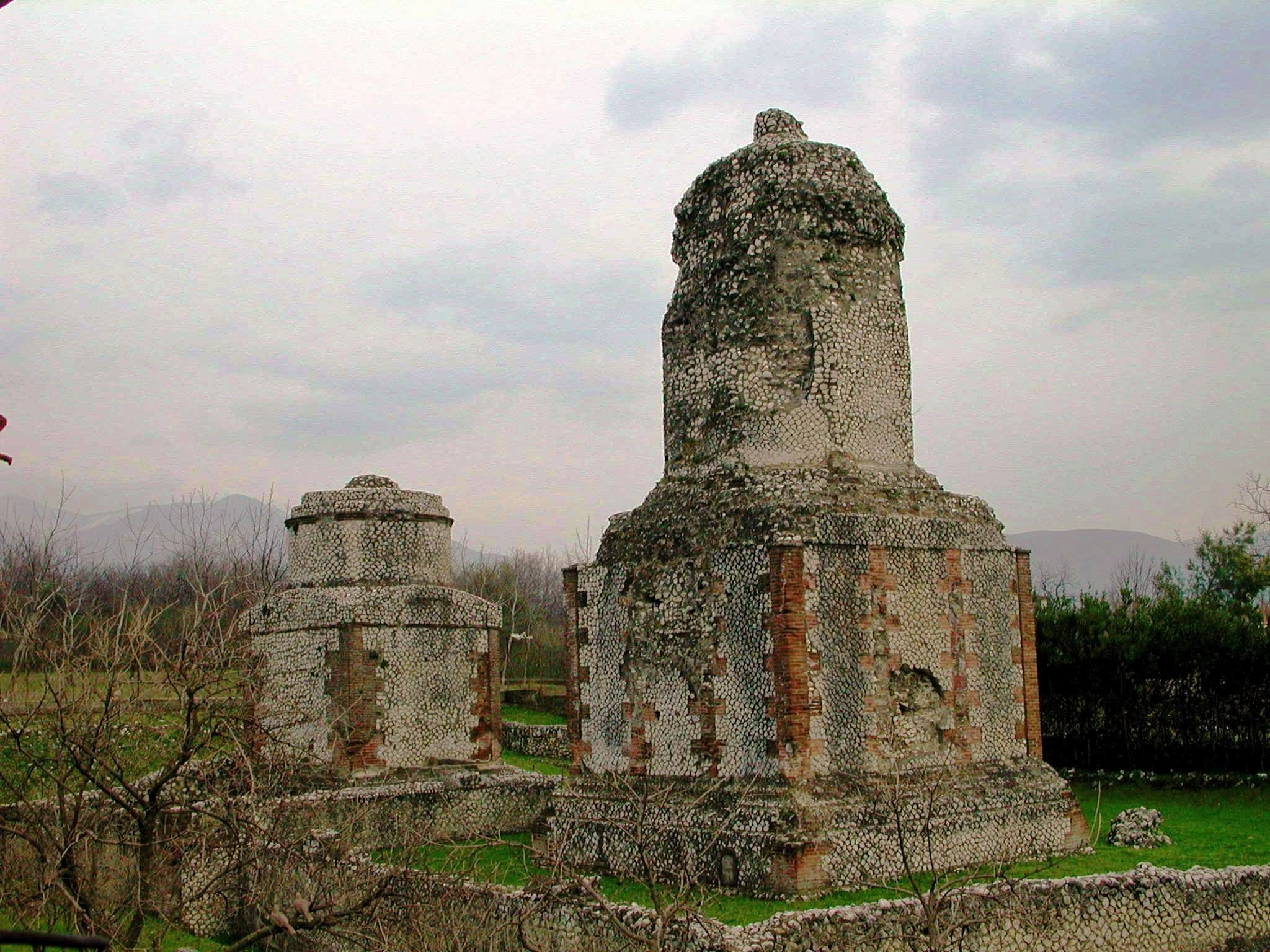

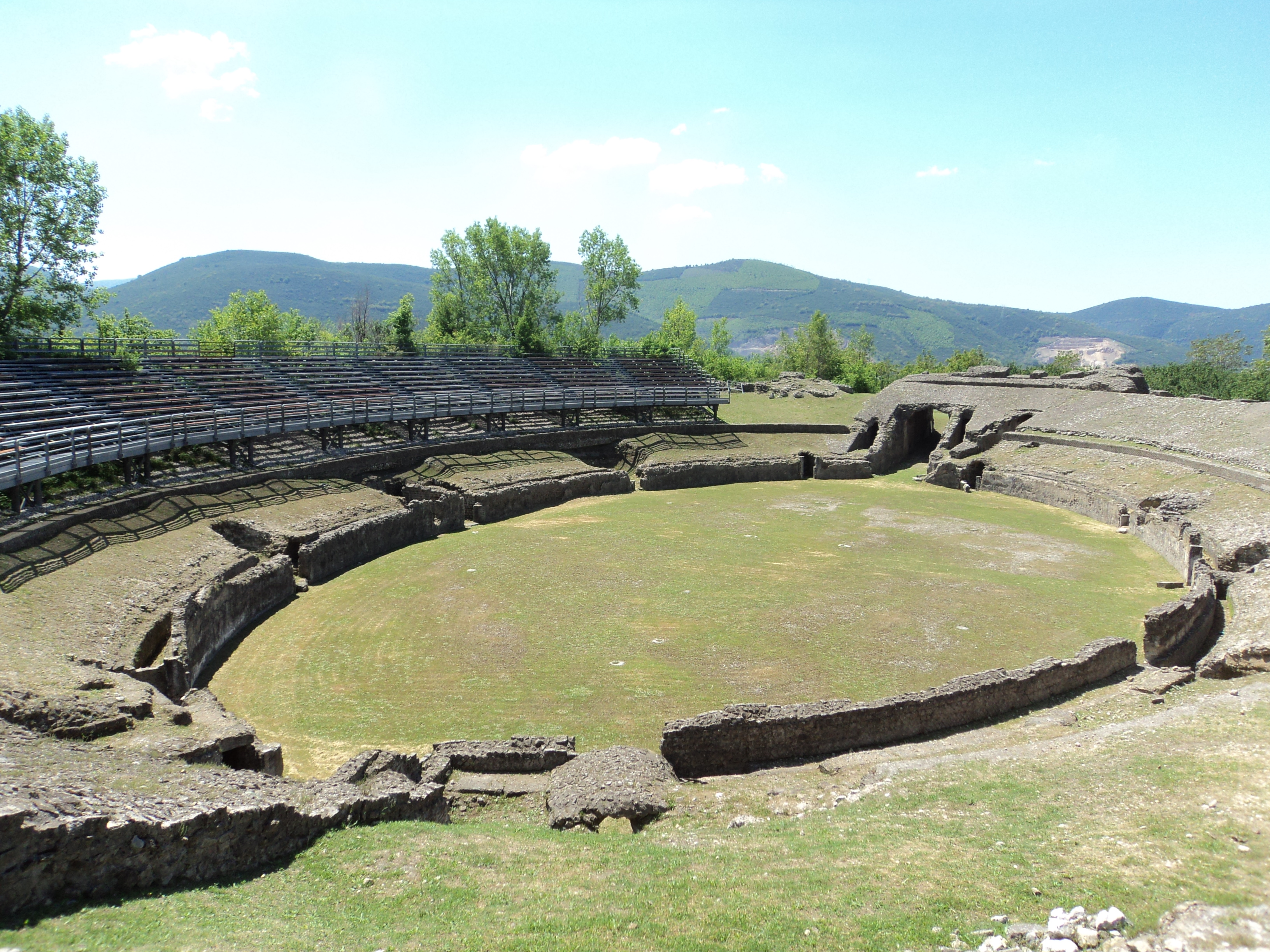

Abella war eine antike Stadt in Kampanien. Sie lag nahe bei Nola an der Straße von Capua nach Abellinum. Nach Servius (zu Aeneis 7, 740) wurde die Stadt durch einen König Muranus als Moera gegründet, aber sowohl der Gründer als auch der Name der Stadt sind mythologisch. Eine andere Tradition führt Abella auf griechische Kolonisten aus Chalkis zurück. Während des Bundesgenossenkrieges stand es treu an der Seite Roms und wurde deshalb 87 v. Chr. durch Nola niedergebrannt. Schon vor 73 v. Chr. war Abella römische Kolonie. Zur Zeit Vespasians war die Stadt zusätzlich municipium, das Land der Stadt wurde an Veteranen verteilt.
Berühmt war die Stadt für ihren Früchteanbau, vor allem für seine Haselnüsse (nux abellana). Ein besonderes Zeugnis ist der Cippo Abellano, ein in Oskisch verfasster Vertrag zwischen Nola und Abella über ein Herkules-Heiligtum. Aus literarischen und epigraphischen Quellen weiß man von größeren Bauwerken wie einem Theater, einem Amphitheater (aus der Zeit unmittelbar nach der Gründung als römische Kolonie; Ruinen des Amphitheaters sind heute noch erhalten), einem Aquädukt und einer Basilika. Östlich und westlich der Stadt finden sich Gräber von der Eisenzeit bis in die römische Zeit.